# Czerwin (plaats)
Czerwin is een dorp in het Poolse woiwodschap Mazovië, in het district Ostrołęcki. De plaats maakt deel uit van de gemeente Czerwin en telt 700 inwoners.